# Mentières
Mentières é uma comuna francesa na região administrativa de Auvérnia-Ródano-Alpes, no departamento de Cantal. Estende-se por uma área de 13,33 km². Em 2010 a comuna tinha 130 habitantes (densidade: 9,8 hab./km²).